# لشکرکشی بریتانیای نو
لشکرکشی بریتانیای نو (انگلیسی: New Britain campaign) یکی از نبردهای جنگ اقیانوس آرام بود.